# SN 2011ay
SN 2011ay – supernowa typu Iax odkryta 18 marca 2011 roku w galaktyce NGC 2315. W momencie odkrycia miała maksymalną jasność 17,70m.